# Khutwajabdi
Khutwajabdi (nep. खुटवाजब्दी) – gaun wikas samiti w środkowej części Nepalu, w strefie Narajani, w dystrykcie Bara. Według nepalskiego spisu powszechnego z 2001 roku liczył on 591 gospodarstw domowych i 3951 mieszkańców (1905 kobiet i 2046 mężczyzn).